# COMDI
COMDI — прикладное программное обеспечение для организации онлайн-трансляций российской разработки и одноимённый онлайн-сервис, предоставляющий посетителям по модели SaaS возможность проводить онлайн-встречи с аудиторией от 1 до 1500 человек (онлайн-семинары). Сервис открыт 1 сентября 2009 года.
Сервис реализован на технологии Flash и доступен из любого браузера с установленным Flash-плеером (версии 10 и выше), имеет инструменты интеграции (API). Транслирующие серверы установлены в России.
Программное обеспечение COMDI предлагается как тиражное программное обеспечение (по лицензии) и как встраиваемый компонент для веб-сайтов, при этом функциональность сервиса используется для предоставления дополнительных услуг посетителям.
Разработчиком программного обеспечения является компания COMDI. В 2012 году компания COMDI объединилась с Webinar — IT-компанией, специализирующаяся на разработке и поставке сервиса веб- и видеоконференций. После объединения продукты COMDI начали продаваться в России под маркой Webinar, однако в других странах, а также в мобильных приложениях по-прежнему использовалась торговая марка COMDI.

## Основные функции
Функциональность продукта включает элементы систем дистанционного обучения и продуктов для видеоконференцсвязи, но акцент сделан на инструментарии для делового общения, необходимом для проведения вебинаров:
1. прямая широковещательная голосовая/видеотрансляция (1 ведущий -> до 1500 и более «слушателей»)
2. голосовая/видео конференция (2-8 участников)
3. обмен мгновенными сообщениями (чат)
4. презентация файлов «офисных» форматов с функцией whiteboard (совместно используемый участниками онлайн-встречи аналог «доски для рисования маркером»)
5. обмен файлами в рамках сеанса онлайн-встречи
6. показ «рабочего стола» ведущего и совместное использование приложений (Screen sharing)

## Награды
Сервис стал лауреатом «Премии Рунета 2010» в номинации «Технологии и инновации».